# Dagan Yivzori
Dagan Yizvori (en hébreu : דגן יבזורי), le 15 octobre 1985, à Afoula, en Israël, est un joueur israélien de basket-ball. Il évolue au poste d'arrière.

## Palmarès
- Champion d'Israël 2010